# BOY (OKAMOTO'Sのアルバム)
『BOY』（ボーイ）は、OKAMOTO'Sの8枚目のオリジナルアルバム。2019年1月9日にアリオラジャパンから発売された。初回生産限定盤はレコーディングドキュメンタリー映像を収録。また、完全生産限定盤としてアナログ盤も発売予定。

## 概要
- 前作『NO MORE MUSIC』から約1年5か月振りのリリース。
- 前作からシングルを発売していないため、全曲新曲で構成されている。
- CDは初回生産限定盤、通常盤、完全生産限定アナログ盤の3形態で発売。
- 自身のCDデビュー&ハマ・オカモトの加入より10周年を迎える2019年の第1作[2]。
- メンバーのオカモトレイジの誕生日でもある1月9日に発売。
- ジャケット写真はメンバー4人の幼少期の写真がコラージュされたデザイン[3]。

## 収録曲
1. Dreaming Man [3:16]
（作詞・作曲：オカモトショウ / 編曲：OKAMOTO'S）
2. Hole [2:46]
（作詞：オカモトショウ / 作曲：オカモトショウ、オカモトコウキ / 編曲：OKAMOTO'S）
3. FOOL [2:51]
（作詞・作曲：オカモトショウ / 編曲：OKAMOTO'S）
4. Higher [2:53]
（作詞：オカモトショウ / 作曲：オカモトショウ、オカモトレイジ / 編曲：OKAMOTO'S）
5. ART(FCO2811) [4:35]
（作詞・作曲：オカモトショウ / 編曲：OKAMOTO'S）
6. 偶然 [4:44]
（作詞・作曲：オカモトコウキ / 編曲：OKAMOTO'S）
7. NOTHING [3:47]
（作詞：オカモトショウ / 作曲：オカモトショウ、オカモトコウキ / 編曲：OKAMOTO'S）
8. Animals [3:43]
（作詞：オカモトショウ、オカモトコウキ / 作曲：オカモトコウキ、オカモトレイジ、オカモトショウ / 編曲：OKAMOTO'S）
9. DOOR [3:53]
（作詞・作曲：オカモトコウキ / 編曲：OKAMOTO'S）
  - NHKみんなのうた（2018年12月～2019年1月の曲）[4]
10. Dancing Boy [6:06]
（作詞・作曲：オカモトショウ / 編曲：OKAMOTO'S、NAOKI（LOVE PSYCHEDELICO）[5]）